# Fröhlich von Fröhlichsburg

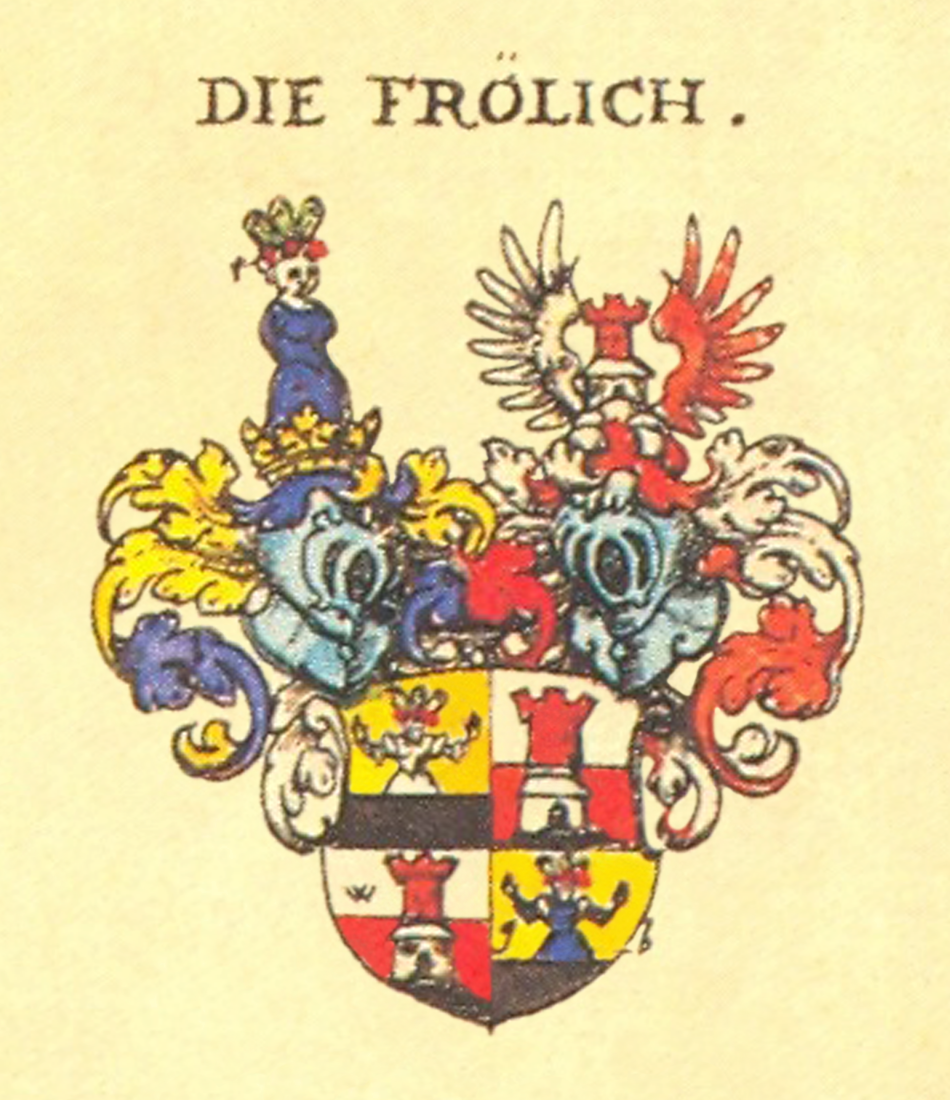
Wappen derer von Frölich

Frö(h)lich von Frö(h)lichsburg war der Name zweier Adelsgeschlechter aus der Gefürsteten Grafschaft Tirol.

## Geschichte

### Ältere Linie
Die ältere Linie stammte aus dem oberen Vinschgau. 1503 erscheint in einem Schriftstück erstmals der Meister Hans Frölich in Glurns als Zeuge. 1543 verlieh er Güter in Schluderns. Das Geschlecht brachte es zu einem gewissen Wohlstand und konnte sich bis 1546 in der Umgebung reichlich Grundbesitz aneignen. Am 20. März 1539 erlangten die Brüder Johann und Lorenz Fröhlich durch König Ferdinand I. den rittermäßigen Adelsstand, vermutlich nach ihrem erworbenen Wohnsitz Malsburg, der danach fortan Fröhlichsburg genannt wurde, auch die Adelsfreiheit. Der Sohn von Hans, Balthasar Frölich bekleidete bis ca. 1572 das Amt des Pflegeverwalters von Mals und Glurns. 1559 wurden die Brüder Balthasar, Carl, Hans und Pangraz Frölich in Glurns in die Adelsbank der tirolerischen Landestände aufgenommen. Des Weiteren belehnte sie 1563 Kaiser Ferdinand I. mit dem Turm von Mals. In Obermais erwarben sie die Schlösser Rottenstein und Greiffen. Diese landständische Linie soll 1619 erloschen sein und der Namensträgerstamm, der nur noch aus zwei Frauen bestand, im Laufe des 17. Jahrhunderts.

### Jüngere Linie

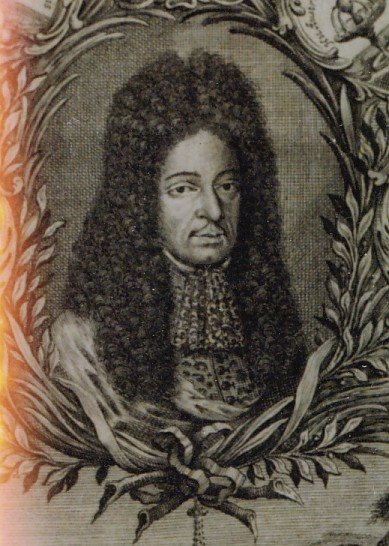
Johann Christoph Frölich von Frölichsburg (1657–1729)

Dem Stammvater der jüngeren Linie Balthasar Frölich, Mitglied einer alteingesessenen Familie aus Innsbruck,  verlieh Kaiser Karl V. am 2. Mai 1522 in Brüssel ein Wappen mit einem wachsenden roten Hirsch. Am 29. September 1573 wurde den Brüder Hans und Christoph Frölich sowie am 29. Februar 1609 dem spanischen Hofkurier Michael Frölich das gleiche Wappen, letzterem auch der Reichsadel und eine Wappenvermehrung verliehen. Kaiser Leopold I. erhob am 16. Dezember 1680 in Linz den Steuereinnehmer im unteren Inntal Ferdinand Frölich mit dem Prädikat "von Fröhlichsburg" in den rittermäßigen, erblichen Adelsstand. Das Prädikat soll sich auf das in mütterliche Linie ererbte Gut Fröhlichsburg beziehen. Darauf bat der Sohn von Ferdinand, Mathias Frölich von Frölichsburg den Kaiser um Annahme des Wappens der erloschenen Frölich von Frölichsburg, dass ihm Kaiser Leopold I. im Diplom vom 20. Mai 1691 bestätigte. Fortan führte die Familie das hinzugekommene gevierte Wappen mit ihrem Stammwappen als Herzschild. Der oberösterreichische Hofkammersekretär und Hausmeister zu Neuhof Dominik und seine Vettern Johann Christoph, Professor Regimentsadvokat und Domkapitel-Syndikus in Passau sowie Franz Ignaz Fröhlich von Fröhlichsburg erhielten 1702 von Kaiser Leopold I. in Wien ein weiteres Adelsbestätigungsdiplom. 1722 bzw. 1742 wurde auch die jüngere Linie unter die tirolerischen Landstände aufgenommen. Für den fürstbischöflichen Hofrat in Passau Johann Baptist Anton und seinen Bruder, den fürstbischöflichen Truchsess in Passau Joseph Franz de Paula Anton Fröhlich von Fröhlichsburg erfolgte die Eintragung in die Adelsmatrikel des Königreichs Bayern. Um 1820 ist das Geschlecht in Bayern mit Joseph Fröhlich von Fröhlichsburg im Mannesstamm erloschen.

## Wappen
- Stammwappen: Im wachsenden Schild ein Männlein mit erhobenen Armen, später mit einem Turm geviert.[10]
- Stammwappen von 1522: In Silber aus einem schwarzen Dreiberg wachsender roter Hirsch.

## Persönlichkeiten
- Dominik Fröhlich von Fröhlichsburg, 1702 oberösterreichischer Hofkammersekretär und Hausmeister zu Neuhof
- Joseph Franz de Paula Anton Fröhlich von Fröhlichsburg (* 1769), fürstbischöflicher Truchsess in Passau
- Johann Baptist Anton Fröhlich von Fröhlichsburg (* 1778), fürstbischöflicher Hofrat in Passau
- Johann Christoph Frölich von Frölichsburg (1657–1729), österreichischer Strafrechtsgelehrter
- Johann Christoph Frölich von Frölichsburg († 1776), Professor an der Universität Freiburg im Breisgau